# Castillo de Rajadell
El castillo de Rajadell se encuentra sobre una colina y fue, junto con la iglesia, el origen del pueblo de Rajadell.
Aunque podemos decir que corresponde al gótico (uno de los muros y elementos decorativos, que podrían ser de los siglos XIII o XIV) y el siglo XVII, es difícil, sin embargo, establecer qué partes corresponden a cada momento porque ha sido reconstruido varias veces.
Documentado desde 1063, con el nombre de Castri Ridagel, esta obra gótica orgullo de la familia Rajadell es uno de los más grandes y mejor conservados de la comarca. Los Rajadell, señores del término, participaron en guerras como la de Provenza, Navarra, Almería, Cerdeña y Mallorca. Pero fue durante la guerra de la Generalidad de Cataluña contra Juan II (año 1471) cuando el castillo y la iglesia tuvieron muchos desperfectos. Durante la guerra civil de Juan II, el castillo y la iglesia parroquial quedaron bastante dañados.
Durante el siglo XIV y XV, el pequeño monasterio de canonesas de Santa Lucía de Rajadell estaba bajo el protectorado del señor del castillo.
Los Rajadell lo vendieron en pública subasta durante la primera mitad del siglo XVI a Francesc de Cruïlles. Posteriormente sería propiedad de los Aimeric, los Pignatelli y finalmente la marquesa de San Vicente y de Argençola, que a finales del siglo XIX lo vendería a varios particulares.
Durante la guerra civil española, el castillo fue requisado y utilizado por el comité revolucionario, y se perdieron prácticamente la totalidad de los objetos de valor que había.
Está formado por tres cuerpos y se conservan todavía estancias de las diferentes etapas habitadas, una pequeña cámara subterránea, la mazmorra (que posteriormente se usó como bodega), además de la sala de armas, las alcobas, el estable, la cocina, las habitaciones, el comedor, las aspilleras de forma cuadrada, la casa del masovero, etc.